# كأس الخليج العربي 25
كأس الخليج العربي 25 أو خليجي 25، هي النسخة الخامسة والعشرون من مسابقة كأس الخليج العربي، التي تقام كل سنتين بمشاركة المنتخبات الثمانية المنضوية في اتحاد كأس الخليج العربي لكرة القدم، والتي أُقيمت في البصرة بجنوب العراق في كانون الثاني/يناير 2023.

## خلفية
أعلن اتحاد كأس الخليج العربي لكرة القدم في 28 تشرين الثاني/نوفمبر 2019 عن استضافة مدينة البصرة في العراق للبطولة، وذلك بعد عدم ترشيح أي دولة خليجية لملفها في مواجهة العراق، ليفوز ملف البصرة بحقوق الاستضافة رسمياً وبإجماع الأعضاء. يذكر أن العراق سيحتضن البطولة للمرة الثانية في تاريخه، بعد نسخة 1979، التي أُقيمت في بغداد. وكان مقررا أن يستضيف العراق بطولة «خليجي 23»، لكن سُحبت بسبب الحظر الذي فرضه الاتحاد الدولي لكرة القدم على الكرة العراقية آنذاك، لكن بعد رفع الحظر أصبح العراق جاهزًا لاستضافة البطولة. أعلن الاتحاد العراقي لكرة القدم في يوم 27 تشرين الثاني/نوفمبر سنة 2022 عن تعاقده مع شركة لوريال لتنظيم البطولة وإدارتها، وذُكر في بيان الاتحاد أن "الهدف من وراء التعاقد مع شركة لوريال إلى إظهارِ خليجي 25 بصورة مميزة تعكس براعة العراقيين في تضييف هذا الحدث الكبير، والقدرة الفائقة على استقبال المنتخبات الشقيقة بطريقة رائعة وترحاب كبير، مع التأكيدِ على أن تكون بطولة خليجي 25 ناجحة من جميع النواحي الإداريّة والتنظيميّة واللوجستيّة".

## المنتخبات المشاركة
في يوم 25 تشرين الأول/أكتوبر سنة 2022، بعد اختتام مراسم قرعة البطولة ذكرت جريدة الشرق أن أمين عام اتحاد كأس الخليج العربي شدد على أهمية مشاركة كافة المنتخبات المشاركة بالصف الأول، حيث ينص النظام الأساسي للبطولة على ذلك، معتبرا أن حضور جميع نجوم الكرة الخليجية سيثري البطولة في ظل أهميتها لكل دول المنطقة، وفي اليوم نفسه استبعد رئيس الاتحاد العراقي لكرة القدم، مشاركة منتخبات الصف الثاني في بطولة خليجي 25. وفي يوم 12 كانون الأول/ديسمبر أُعلنَ عن اعتماد منتخب قطر على قائمة أغلبها من لاعبي الصف الثاني. وأُعلنَ عن تشكيلة المنتخب السعودية يوم 30 كانون الأول/ديسمبر 2022، وقال موقع كورة بلس إن مشاركة المنتخب السعودية "بالفريق الأولمبي المطعم ببعض اللاعبين الذين لم يكونوا أساسيين في كأس العالم 2022".
| الفريق                   | المشاركات        | أفضل مشاركة سابقة                                                    | تصنيف الفيفا |
| الفريق                   | المشاركات        | أفضل مشاركة سابقة                                                    | ديسمبر 2022  |
| ------------------------ | ---------------- | -------------------------------------------------------------------- | ------------ |
| قطر                      | الخامسة والعشرون | البطل (1992، 2004، 2014)                                             | 60           |
| الإمارات العربية المتحدة | الرابعة والعشرون | البطل (2007، 2013)                                                   | 70           |
| السعودية                 | الرابعة والعشرون | البطل (1994، 2002، 2003)                                             | 49           |
| العراق (المستضيف)        | السادسة عشر      | البطل (1979، 1984، 1988، 2023)                                       | 68           |
| عمان                     | الثالثة والعشرون | البطل (2009، 2017)                                                   | 75           |
| البحرين (حامل اللقب)     | الخامسة والعشرون | البطل (2019)                                                         | 85           |
| اليمن                    | العاشرة          | دور المجموعات (2003، 2004، 2007، 2009، 2010، 2013، 2014، 2017، 2019) | 154          |
| الكويت                   | الخامسة والعشرون | البطل (1970، 1972، 1974، 1976، 1982، 1986، 1990، 1996، 1998، 2010)   | 148          |

## وصول الجماهير

ملاعب البصرة ومطارها ومنفذها

في يوم 15 كانون الأول/ديسمبر سنة 2022، أعلنَ عن موافقة رئيس الوزراء على منح الجماهير القادمين إلى البطولة تأشيرة دخول مجانية، سواء مواطنو دول مجلس التعاون والأشقاء والدول العربية، وفي يوم 8 كانون الأول/ديسمبر سنة 2022، أعلنَ المتحدث باسم هيأة المنافذ الحدودية أن "الجهات المعنية في البصرة باشرت بتأهيل منفذ صفوان الحدودي من بناء قاعات لغرض استقبال المسافرين القادمين الى العراق من بناء قاعات VIP وإنارة الطرق واكساء الشوارع الخاصة بمرور المسافرين، وتوفير مستلزماتهم كافة. وتمت المباشرة بتأهيل مطار البصرة من القاعات والصالات والأثاث ليظهر بحلته الجديدة أمام الوفود العربية والأجنبية". وأُعلنَ عن إعفاء المركبات التي تدخل بصحبة وفود ومشجعي بطولة خليجي 25 حصرًا من الرسم الكمركي والضريبي وأقساط التأمين والكفالات، للمركبات الداخلة من منفذي سفوان وعرعر الحدوديين حصرًا، ابتداء من 28 كانون الأول/ديسمبر 2022، ولغاية 20 كانون الثاني/يناير 2023. وفي 30 كانون الأول/ديسمبر 2022 أعلن السفير العراقي في السعودية عن فتح منفذ عرعر الحدودي لمواطني مجلس التعاون الخليجي واليمن القادمين إلى البطولة بدون رسوم.

### حادثة التدافع
حدث تدافع بين الجماهير القادمة لحضور المباراة النهائية بين المنتخب العراقي والمنتخب العماني قبل بداية المبارة ببضع ساعات في محيط ملعب جذع النخلة في 19 كانون الثاني/يناير 2023، وعلى أثره سُجلت حالة وفاة واحدة وإصابة 60.

## حفل الافتتاح

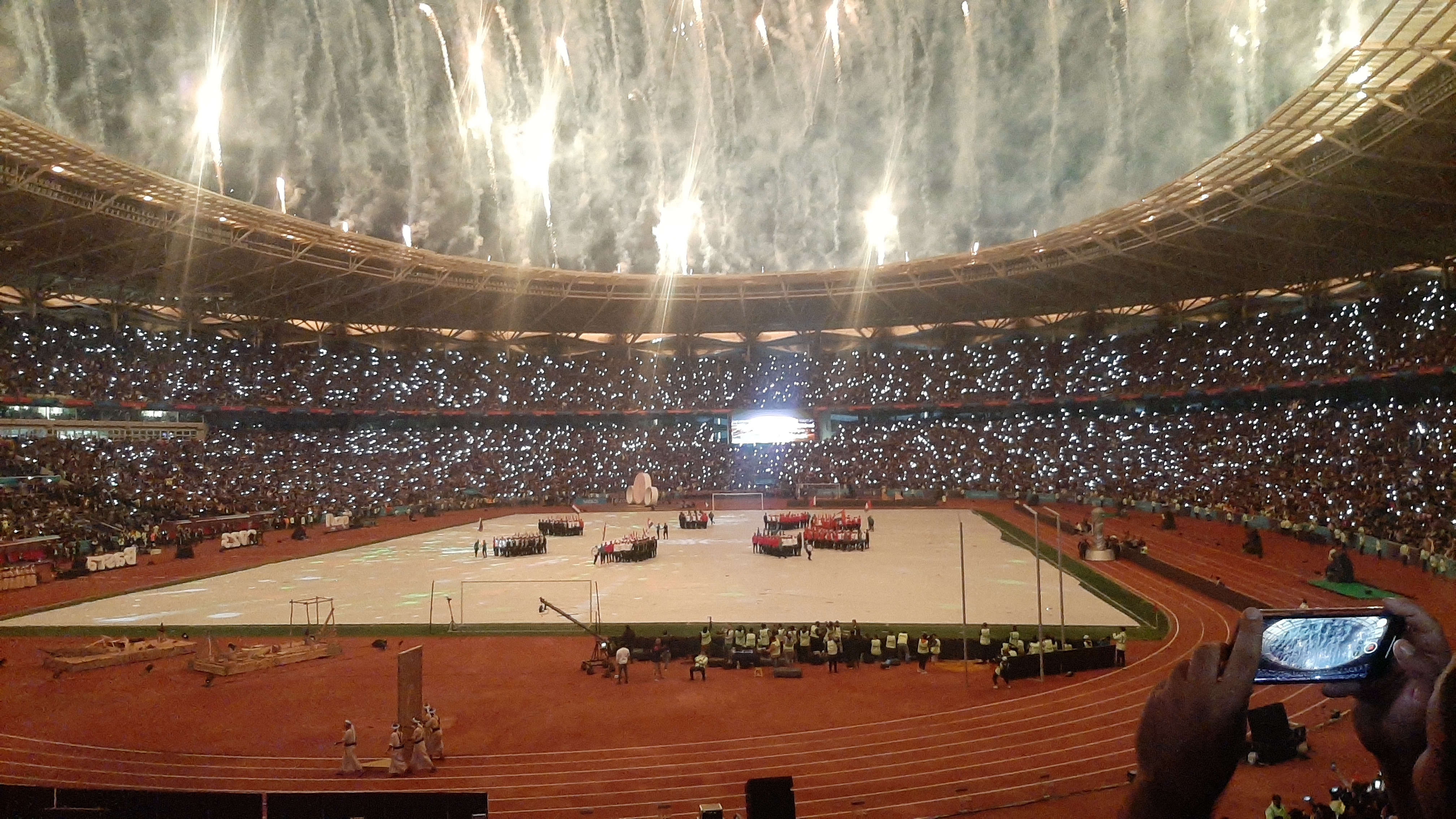

أقيم حفل افتتاح كأس الخليج العربي 25 يوم الجمعة 6 كانون الثاني/يناير 2023 على ملعب جذع النخلة في محافظة البصرة، قبل المباراة الافتتاحية للبطولة بين العراق وعمان. بدأ الحفل بكلمة من السندباد البحري، الشخصية الأسطورية التي كانت تنطلق من البصرة للتجارة عبر البحار والمحيطات، من حكايات ألف ليلة وليلة، وشمل الحفل عروضا للمغني حسام الرسام والمغنية رحمة رياض. شهد الحفل العديد من الدلالات الرمزية التي تُعبر عن تاريخ العراق عبر مؤثرات بصرية، رسمت مجسمات تاريخية لحدائق بابل المعلقة وبوابة عشتار، وإنجازات الحضارات المتعاقبة في العراق، وعرض مجسمات "هولوغرام" لصروح في الدول المشاركة، مثل مجسم جامع الشيخ زايد في أبو ظبي، ومجسم أبراج الكويت. وغلب على الحفل الذي استمر لنحو 40 دقيقة التراث العراقي والعربي.
حضر الافتتاح رئيس الوزراء العراقي محمد شياع السوداني، وقال «نفتتح اليوم بطولة خليجي 25 على ملاعب البصرة الحبيبية، أهلا وسهلا بشباب الخليج منتخبات وجماهير ومشجعين على أرض العراق»، كما حضر رؤساء الاتحادات لكرة القدم كل من رئيس الاتحاد الدولي لكرة القدم "فيفا" جياني إنفانتينو ورئيس الاتحاد القطري حمد بن خليفة آل ثاني والاتحاد الفلسطيني جبريل الرجوب والاتحاد البحريني الشيخ علي بن خليفة وشخصيات رياضية وسياسية.

## الملاعب
اختير ملعب جذع النخلة وملعب الميناء في البصرة جنوب العراق لاقامة مباريات البطولة.
| البصرة                              | البصرة        |
| ----------------------------------- | ------------- |
| ملعب جذع النخلة                     | ملعب الميناء  |
| السعة: 65،000                       | السعة: 30،000 |
|                                     |               |
| البصرةكأس الخليج العربي 25 (العراق) |               |

## القرعة
أُجريت القرعة في 25 تشرين الأول/أكتوبر 2022 على الساعة 11:00 (ت ع م+03:00) في جراند ميلينيوم السيف في البصرة. قُسمت الفرق الثمانية إلى مجموعتين من أربعة، عن طريق اختيار فريق واحد من كل من الأواني الأربعة المصنفة. بالنسبة إلى القرعة، خصصت الفرق لأربعة أوعية بناءً على تصنيف فيفا العالمي لشهر تشرين الأول/أكتوبر 2022. احتوى الوعاء الأول على منتخبي العراق المضيف والبحرين حامل اللقب، اللذين خصصا في الوعاء الأول على التوالي. ووضعت القرعة منتخبات العراق واليمن والسعودية وعمان في المجموعة الأولى، فيما سيلعب في المجموعة الثانية منتخبات البحرين والكويت وقطر والإمارات.
| وعاء 1                                           | وعاء 2                   | وعاء 3                                    | وعاء 4                     |
| ------------------------------------------------ | ------------------------ | ----------------------------------------- | -------------------------- |
| العراق (68) (المضيف) · البحرين (85) (حامل اللقب) | قطر (50) · السعودية (51) | الإمارات العربية المتحدة (70) · عمان (75) | الكويت (149) · اليمن (155) |

نتائج القرعة
| المجموعة الأولى | المجموعة الثانية |
| --------------- | ---------------- |
| العراق          | البحرين          |
| السعودية        | قطر              |
| عمان            | الإمارات         |
| اليمن           | الكويت           |

## دور المجموعات

### المجموعة الأولى
| م | الفريق   | لعب | ف | ت | خ | أ.له | أ.ع | أ.ف | نقاط | التأهل           |
| - | -------- | --- | - | - | - | ---- | --- | --- | ---- | ---------------- |
| 1 | العراق   | 3   | 2 | 1 | 0 | 7    | 0   | +7  | 7    | دور خروج المغلوب |
| 2 | عمان     | 3   | 2 | 1 | 0 | 5    | 3   | +2  | 7    | دور خروج المغلوب |
| 3 | السعودية | 3   | 1 | 0 | 2 | 3    | 4   | −1  | 3    |                  |
| 4 | اليمن    | 3   | 0 | 0 | 3 | 2    | 10  | −8  | 0    |                  |

| العراق | 0–0   | عمان |
| ------ | ----- | ---- |
|        | تقرير |      |

| اليمن | 0–2   | السعودية                          |
| ----- | ----- | --------------------------------- |
|       | تقرير | - النابت 18' - الجوير 34' (ركلة.) |

| عمان                                           | 3–2   | اليمن                             |
| ---------------------------------------------- | ----- | --------------------------------- |
| - فضل عباس 2' (ه.ذ.) - العلوي 37' - الصبحي 47' | تقرير | - المطري 12' (ركلة.) - الداحي 30' |

| السعودية | 0–2   | العراق                |
| -------- | ----- | --------------------- |
|          | تقرير | - بايش 30' - رستم 88' |

| العراق                                                         | 5–0   | اليمن |
| -------------------------------------------------------------- | ----- | ----- |
| - ناظم 40' - عطوان 60' - أيمن حسين 74' (ركلة.)، 75' - جاسم 88' | تقرير |       |

| السعودية     | 1–2   | عمان                           |
| ------------ | ----- | ------------------------------ |
| - العمار 41' | تقرير | - ربيع العلوي 34' - السعدي 84' |

### المجموعة الثانية
| م | الفريق                   | لعب | ف | ت | خ | أ.له | أ.ع | أ.ف | نقاط | التأهل           |
| - | ------------------------ | --- | - | - | - | ---- | --- | --- | ---- | ---------------- |
| 1 | البحرين                  | 3   | 2 | 1 | 0 | 5    | 3   | +2  | 7    | دور خروج المغلوب |
| 2 | قطر                      | 3   | 1 | 1 | 1 | 4    | 3   | +1  | 4    | دور خروج المغلوب |
| 3 | الكويت                   | 3   | 1 | 1 | 1 | 2    | 3   | −1  | 4    |                  |
| 4 | الإمارات العربية المتحدة | 3   | 0 | 1 | 2 | 2    | 4   | −2  | 1    |                  |

| البحرين                  | 2–1   | الإمارات العربية المتحدة |
| ------------------------ | ----- | ------------------------ |
| - الأسود 60' - الشيخ 77' | تقرير | - تيغالي 90+2'           |

| الكويت | 0–2   | قطر                                 |
| ------ | ----- | ----------------------------------- |
|        | تقرير | - سراج 23' - علاء الدين 38' (ركلة.) |

| الإمارات العربية المتحدة | 0–1   | الكويت        |
| ------------------------ | ----- | ------------- |
|                          | تقرير | الظفيري 90+2' |

| قطر              | 1–2   | البحرين                             |
| ---------------- | ----- | ----------------------------------- |
| - علاء الدين 34' | تقرير | - وعد 72' (ه.ذ.) - هلال 89' (ركلة.) |

| البحرين      | 1–1   | الكويت      |
| ------------ | ----- | ----------- |
| الحميدان 26' | تقرير | الخالدي 45' |

| قطر            | 1–1   | الإمارات العربية المتحدة |
| -------------- | ----- | ------------------------ |
| العبد الله 88' | تقرير | دي ليما 77'              |

## دور خروج المغلوب
- يتم اللجوء إلى الوقت الإضافي وركلات الجزاء الترجيحية لتحديد الفائز في حال استمرار التعادل.

### القوس
|  | نصف النهائي                         | نصف النهائي |                                     |   | النهائي | النهائي |
|  |                                     |             |                                     |   |         |         |
|  | 16 يناير 2023 – البصرة (جذع النخلة) |             |                                     |   |         |         |
|  |                                     |             |                                     |   |         |         |
|  | العراق                              | 2           |                                     |   |         |         |
|  | العراق                              | 2           | 19 يناير 2023 – البصرة (جذع النخلة) |   |         |         |
|  | قطر                                 | 1           |                                     |   |         |         |
|  | قطر                                 | 1           | العراق (ب.و.إ.)                     | 3 |         |         |
|  | 16 يناير 2023 – البصرة (الميناء)    |             | العراق (ب.و.إ.)                     | 3 |         |         |
|  |                                     | عمان        | 2                                   |   |         |         |
|  | البحرين                             | عمان        | 2                                   | 0 |         |         |
|  | البحرين                             |             |                                     | 0 |         |         |
|  | عمان                                | 1           |                                     |   |         |         |
|  | عمان                                | 1           |                                     |   |         |         |

### نصف النهائي
| العراق                | 2–1   | قطر        |
| --------------------- | ----- | ---------- |
| - بايش 19' - حسين 43' | تقرير | - سراج 28' |

| البحرين | 0–1   | عمان          |
| ------- | ----- | ------------- |
|         | تقرير | - اليحمدي 83' |

### النهائي
| العراق                                        | 3–2 (ب.و.إ.) | عمان                                     |
| --------------------------------------------- | ------------ | ---------------------------------------- |
| - بايش 24' - عطوان 116' (ركلة.) - يونس 120+2' | تقرير        | - اليحيائي 90+10' (ركلة.) - المالكي 119' |

## الهدافون
عدد الأهداف المُسجلة  39 هدفًا  في 15 مباراة، بمتوسط 2.6 هدفًا في المباراة الواحدة.
3 أهداف
- أيمن حسين
- إبراهيم بايش

هدفان
- أمجد عطوان
- أحمد علاء الدين
- عمرو سراج

هدف ذاتي
- علي فضل عباس (ضد عمان)
- محمد وعد (ضد البحرين)

## الترتيب النهائي
| مركز                          | فريق                     | لعب | ف | ت | خ | نقاط | أ.له | أ.ع | ف.أ |
| ----------------------------- | ------------------------ | --- | - | - | - | ---- | ---- | --- | --- |
| 1                             | العراق                   | 5   | 4 | 1 | 0 | 13   | 12   | 3   | +9  |
| 2                             | عمان                     | 5   | 3 | 1 | 1 | 10   | 8    | 6   | +2  |
| تم إقصائهم من دور نصف النهائي |                          |     |   |   |   |      |      |     |     |
| 3                             | البحرين                  | 4   | 2 | 1 | 1 | 7    | 5    | 4   | +1  |
| 4                             | قطر                      | 4   | 1 | 1 | 2 | 4    | 5    | 5   | 0   |
| تم إقصائهم من دور المجموعات   |                          |     |   |   |   |      |      |     |     |
| 5                             | الكويت                   | 3   | 1 | 1 | 1 | 4    | 2    | 3   | -1  |
| 6                             | السعودية                 | 3   | 1 | 0 | 2 | 3    | 3    | 4   | -1  |
| 7                             | الإمارات العربية المتحدة | 3   | 0 | 1 | 2 | 1    | 2    | 4   | -2  |
| 8                             | اليمن                    | 3   | 0 | 0 | 3 | 0    | 2    | 10  | -8  |

## التسويق

محمد شياع السوداني بين وفد اتحادات خليجي 25 وإعلاميين ونجوم كرة

### الأغاني الرسمية
اختير المغني محمود التركي لأداء الأغنية الرسمية الأولى لكأس الخليج العربي 25، والتي عنوانها "الدنيا بصرة". كلمات عبد الله العماني والحان فهد الناصر. أُصدرت الأغنية رسمياً في 4 كانون الثاني 2023 قبل حفل الافتتاح.
أصدرت الأغنية الثانية في 6 كانون الثاني 2023 بعنوان "هيو هيو" بأداء المغني حسام الرسام. كلمات حازم جابر والحان حسام الرسام.
وصدرت الأغنية الثالثة في 7 كانون الثاني 2023 بعنوان "عاش العراق" بأداء المغنية رحمة رياض. كلمات قصي عيسى والحان علي صابر.

### الرعاة
رعاة كأس الخليج العربي 25 عدد من الشركات ابرزها مجموعة زين الراعي الرئيسي و شركة TNFX.

### البث التلفزيوني
الشرق الأوسط
| البلد    | القناة                                                                       | مصادر |
| -------- | ---------------------------------------------------------------------------- | ----- |
| البحرين  | تلفزيون البحرين                                                              |       |
| العراق   | قناة العراقية قناة الرابعة الفضائية يو تي في عراق قناة الشرقية قناة السومرية |       |
| الأردن   | التلفزيون الأردني                                                            |       |
| الكويت   | تلفزيون الكويت                                                               |       |
| السعودية | القنوات الرياضية السعودية                                                    |       |
| عمان     | تلفزيون سلطنة عمان                                                           |       |
| قطر      | قنوات الكأس الرياضية                                                         |       |
| الامارات | أبو ظبي الرياضية دبي الرياضية الشارقة الرياضية                               |       |

باقي دول العالم
| البلد                                                                      | القناة       | مصادر  |
| -------------------------------------------------------------------------- | ------------ | ------ |
| البوسنة والهرسك · كرواتيا · الجبل الأسود · شمال مقدونيا · صربيا · سلوفينيا | سبورت كلوب   | [ 24 ] |
| بولندا                                                                     | بولسات سبورت | [ 25 ] |

## خلافات
أسفر تدافع خارج ملعب جذع النخلة قبيل المباراة النهائية، عن مقتل ما بين شخص وأربعة وإصابة ما لا يقل عن 60 آخرين بحسب التقارير. ألقى شهود عيان باللوم في الحادث المميت على ما قالوا إنه تنظيم سيئ للبطولة، حيث حضر آلاف المشجعين الذين لم يكن لديهم تذاكر لحضور المباراة بينما كانت البوابات لا تزال مغلقة.
قالت سلطات البصرة بعد الظهر، إن الوضع تحت السيطرة وإن الحشود ابتعدت عن الملعب بحسب وكالة الأنباء الرسمية. جرت المباراة النهائية كما هو مقرر. في غضون ذلك، تمكن المنظمون العراقيون من إدخال الجماهير العمانية إلى الملعب في المقاعد المخصصة لهم. شكر الاتحاد العماني لكرة القدم في بيان رسمي المنظمين العراقيين على جهودهم وطالب جميع الجماهير العمانية المتواجدة في مطار البصرة الدولي ومحيط الملعب بحضور المباراة بعد أن حرص المسؤولون العراقيون على دخولهم. أشاد الشيخ حمد بن خليفة بن أحمد آل ثاني، رئيس اتحاد كأس الخليج العربي لكرة القدم، بالتنظيم المتميز لكأس الخليج العربي 25 من قبل العراق، واصفا إياها بالنجاح الكبير.